# Hurikán Gordon (2000)
Hurikán Gordon byl druhý nejsmrtonosnější hurikán atlantické hurikánové sezóny 2000. I když to byl hurikán 1. stupně, zabil 24 lidí, hlavně ve střední Americe. Nejvyšší rychlost větru byla zaznamenána nad Mexickým zálivem - 130 km/h. Celá bouře se hnala Amerikou celkem 7 dní. Škoda se odhaduje na 10,8 milionů amerických dolarů.

## Postup
Jako tropická deprese se Gordon zformoval 14. září u pobřeží Belize a Mexika. Stále jako deprese se přehnal přes poloostrov Yucatán. Když se dostal na Mexický záliv, z deprese se stala tropická bouře a následně hurikán 1. stupně. Když narazil na pobřeží severní Floridy, zeslábl na tropickou bouři. Na hranici mezi Floridou a Georgií se z tropické bouře stala tropická deprese a jako méně silná bouře se přehnal přes východní pobřeží USA a poté se rozptýlil u pobřeží Kanady.